# Lista filmelor iraniene propuse la Oscar pentru cel mai bun film străin
Iran a nominalizat filme pentru Premiul Academiei pentru cel mai bun film străin începând cu anul 1994. Înainte de Revoluția islamică din 1979, Iranul a trimis o singură propunere, în 1977.

## Lista filmelor
| An (Ceremonie)   | Titlul filmului folosit în nominalizare | Titlul original          | Regizor                        | Rezultat      |
| ---------------- | --------------------------------------- | ------------------------ | ------------------------------ | ------------- |
| 1977 (Ediția 50) | The Cycle                               | دايره مينا               | Dariush Mehrjui                | Nenominalizat |
| 1994 (Ediția 67) | Through the Olive Trees                 | زیر درختان زیتون         | Abbas Kiarostami               | Nenominalizat |
| 1995 (Ediția 68) | The White Balloon                       | بادکنک سفید              | Jafar Panahi                   | Nenominalizat |
| 1997 (Ediția 70) | Gabbeh                                  | گبه                      | Mohsen Makhmalbaf              | Nenominalizat |
| 1998 (Ediția 71) | Children of Heaven                      | بچه های آسمان            | Majid Majidi                   | Nominalizat   |
| 1999 (72nd)      | The Color of Paradise                   | رنگ خدا                  | Majid Majidi                   | Nenominalizat |
| 2000 (Ediția 73) | A Time for Drunken Horses               | زمانی برای مستی اسب‌ها    | Bahman Ghobadi                 | Nenominalizat |
| 2001 (Ediția 74) | Baran                                   | باران                    | Majid Majidi                   | Nenominalizat |
| 2002 (Ediția 75) | I'm Taraneh, 15                         | من ترانه 15 سال دارم     | Rasul Sadrameli                | Nenominalizat |
| 2003 (Ediția 76) | Deep Breath                             | نفس عمیق                 | Parviz Shahbazi                | Nenominalizat |
| 2004 (Ediția 77) | Turtles Can Fly                         | لاک‌پشت‌ها هم پرواز می‌کنند | Bahman Ghobadi                 | Nenominalizat |
| 2005 (Ediția 78) | So Close, So Far                        | خیلی دور خیلی نزدیک      | Reza Mirkarimi                 | Nenominalizat |
| 2006 (Ediția 79) | Café Transit                            | کافه ترانزیت             | Kambuzia Partovi               | Nenominalizat |
| 2007 (Ediția 80) | M for Mother                            | میم مثل مادر             | Rasul Mollagholipour           | Nenominalizat |
| 2008 (Ediția 81) | The Song of Sparrows                    | آواز گنجشکها             | Majid Majidi                   | Nenominalizat |
| 2009 (Ediția 82) | About Elly...                           | ...درباره الی            | Asghar Farhadi                 | Nenominalizat |
| 2010 (Ediția 83) | Farewell Baghdad                        | بدرود بغداد              | Mehdi Naderi                   | Nenominalizat |
| 2011 (Ediția 84) | A Separation                            | جدایی نادر از سیمین      | Asghar Farhadi                 | Oscar         |
| 2013 (Ediția 86) | The Past                                | گذشته                    | Asghar Farhadi                 | Nenominalizat |
| 2014 (Ediția 87) | Today                                   | امروز                    | Reza Mirkarimi                 | Nenominalizat |
| 2015 (Ediția 88) | Muhammad: The Messenger of God          | محمد رسول‌الله            | Majid Majidi                   | Nenominalizat |
| 2016 (Ediția 89) | The Salesman                            | فروشنده                  | Asghar Farhadi                 | Oscar         |
| 2017 (Ediția 90) | Breath                                  | نفس                      | Narges Abyar                   | Nenominalizat |
| 2018 (Ediția 91) | No Date, No Signature                   | بدون تاریخ، بدون امض     | Vahid Jalilvand                | Nenominalizat |
| 2019 (Ediția 92) | Finding Farideh                         | در جستجوی فریده          | Kourosh Ataee, Azadeh Moussavi | Nenominalizat |
| 2020 (Ediția 93) | Sun Children                            | خورشید                   | Majid Majidi                   | Lista scurtă  |
| 2021 (94th)      | A Hero                                  | قهرمان                   | Asghar Farhadi                 | Lista scurtă  |